# Major League Soccer 2008
Navigation
Édition précédente Édition suivante
La Major League Soccer 2008 est la 13e saison de la Major League Soccer, le championnat professionnel de football (soccer) d'Amérique du Nord.
La saison régulière commencera la 29 mars et se terminera le 26 octobre. Viendront ensuite les playoffs qui s'achèveront par la MLS Cup (finale du championnat) le 23 novembre.
Quatre places qualificatives pour la Ligue des champions de la CONCACAF 2009-2010 sont attribuées au vainqueur du Supporters' Shield, aux finalistes du championnat et au vainqueur de la Coupe des États-Unis de soccer. Les quatre meilleures équipes non qualifiées pour la Ligue des champions sont qualifiées pour la SuperLiga 2009.

## Changements par rapport à 2007
- La ligue passe de 13 à 14 clubs avec le retour des Earthquakes de San José.
- Le Real Salt Lake quitte le Rice-Eccles Stadium, pour le Rio Tinto Stadium.
- Les Wizards de Kansas City quittent le Arrowhead Stadium (en rénovation) pour le Community America Ballpark.
- Les trois meilleures équipes de chaque conférence (contre deux la saison précédente) sont automatiquement qualifiées pour les play-offs.
- Quatre équipes du championnat participeront à la toute nouvelle Ligue des Champions de la CONCACAF.
- Les équipes qualifiées pour la SuperLiga 2009 sont les quatre meilleures équipes de la saison régulière non qualifiées pour la Ligue des champions de la CONCACAF 2009-2010. Ainsi, une équipe ne peut faire les deux compétitions, ce qui était possible la saison précédente.

## Les 14 franchises participantes

### Carte
| Fire de Chicago Chivas USA Rapids du · Colorado Crew de · Columbus D.C. United FC Dallas Wizards de · Kansas City Dynamo de Houston Galaxy de Los Angeles Revolution de la · Nouvelle-Angleterre Red Bulls de · New York Earthquakes · de San José Real Salt Lake Toronto FC |

| Association de l'Ouest - Chivas USA - Rapids du Colorado - FC Dallas - Dynamo de Houston - Galaxy de Los Angeles - Real Salt Lake - Earthquakes de San José (R) | Association de l'Est - Fire de Chicago - Crew de Columbus - D.C. United - Wizards de Kansas City - Revolution de la Nouvelle-Angleterre - Red Bulls de New York - Toronto FC |

### Stades
| Fire de Chicago  | Chivas USA        | Rapids du Colorado         | Crew de Columbus      | D.C. United          |
| ---------------- | ----------------- | -------------------------- | --------------------- | -------------------- |
| Toyota Park      | Home Depot Center | Dick's Sporting Goods Park | Columbus Crew Stadium | RFK Memorial Stadium |
| Capacité: 20.000 | Capacité: 27.000  | Capacité: 18.086           | Capacité: 22.555      | Capacité: 46.000     |
|                  |                   |                            |                       |                      |

| FC Dallas        | Dynamo de Houston | Wizards de Kansas City    | Galaxy de Los Angeles | Revolution de la Nouvelle-Angleterre |
| ---------------- | ----------------- | ------------------------- | --------------------- | ------------------------------------ |
| Pizza Hut Park   | Robertson Stadium | CommunityAmerica Ballpark | Home Depot Center     | Gillette Stadium                     |
| Capacité: 20.500 | Capacité: 32.000  | Capacité: 10.385          | Capacité: 27.000      | Capacité: 68.756                     |
|                  |                   |                           |                       |                                      |

| Red Bulls de New York | Real Salt Lake    | Earthquakes de San José | Toronto FC       |
| --------------------- | ----------------- | ----------------------- | ---------------- |
| Giants Stadium        | Rio Tinto Stadium | Buck Shaw Stadium       | BMO Field        |
| Capacité: 80.200      | Capacité: 20.008  | Capacité: 10.300        | Capacité: 20.500 |
|                       |                   |                         |                  |

### Entraîneurs
Durant l'intersaison, Juan Carlos Osorio qui entraînait le Fire de Chicago part aux Red Bulls de New York où il remplace Bruce Arena. Chicago installe alors sur le banc Denis Hamlett, adjoint depuis plusieurs années dans la franchise. Frank Yallop quitte le Galaxy de Los Angeles pour aller aux Earthquakes de San José. Ruud Gullit arrive alors au Galaxy. Pour terminer, Mo Johnston est remplacé par John Carver au Toronto FC.
| Équipe                               | Entraîneur                                                                      |
| ------------------------------------ | ------------------------------------------------------------------------------- |
| Fire de Chicago                      | Denis Hamlett                                                                   |
| Chivas USA                           | Preki                                                                           |
| Rapids du Colorado                   | Fernando Clavijo (21/08/2008) Gary Smith (intérim)                              |
| Crew de Columbus                     | Sigi Schmid                                                                     |
| D.C. United                          | Tom Soehn                                                                       |
| FC Dallas                            | Steve Morrow (20/05/2008) Marco Ferruzzi (17/06/2008, intérim) Schellas Hyndman |
| Dynamo de Houston                    | Dominic Kinnear                                                                 |
| Wizards de Kansas City               | Curt Onalfo                                                                     |
| Galaxy de Los Angeles                | Ruud Gullit (11/08/2008) Cobi Jones (18/08/2008, intérim) Bruce Arena           |
| Revolution de la Nouvelle-Angleterre | Steve Nicol                                                                     |
| Red Bulls de New York                | Juan Carlos Osorio                                                              |
| Real Salt Lake                       | Jason Kreis                                                                     |
| Earthquakes de San José              | Frank Yallop                                                                    |
| Toronto FC                           | John Carver                                                                     |

## Format de la compétition
- Les 14 équipes sont réparties en 2 conférences : Conférence Ouest (7 équipes) et la Conférence Est (7 équipes).
- Toutes les équipes disputent 30 rencontres qui se répartissent comme suit : 
  - 3 rencontres (deux à domicile et une à l'extérieur) contre deux équipes de sa conférence
  - 3 rencontres (une à domicile et deux à l'extérieur) contre deux équipes de sa conférence
  - 2 rencontres (une à domicile et une à l'extérieur) contre deux équipes de sa conférence
  - 2 rencontres (une à domicile et une à l'extérieur) contre les équipes de la conférence opposée
- La victoire vaut 3 points, le match nul rapporte 1 point et la défaite ne rapporte aucun point.
- Les trois meilleures équipes de chaque conférence sont qualifiées pour les play-offs. Elles sont accompagnées par les 2 meilleures équipes restantes toutes conférences confondues.
- En cas d'égalité, les critères suivants départagent les équipes :

1. Points dans les rencontres directes
2. Différence de buts générale
3. Nombre de buts marqués
4. Application des trois premiers critères pour les matchs à l'extérieur
5. Application des trois premiers critères pour les matchs à domicile
6. Classement du fair-play
7. Tirage à la pièce

## Saison régulière

### Classements des conférences Ouest et Est
| Rang | Équipe                  | Pts | J  | G  | N  | P  | Bp | Bc | Diff |
| ---- | ----------------------- | --- | -- | -- | -- | -- | -- | -- | ---- |
| 1    | Dynamo de Houston T     | 51  | 30 | 13 | 12 | 5  | 45 | 32 | +13  |
| 2    | Chivas USA              | 43  | 30 | 12 | 7  | 11 | 40 | 41 | -1   |
| 3    | Real Salt Lake          | 40  | 30 | 10 | 10 | 10 | 40 | 39 | +1   |
| 4    | Rapids du Colorado      | 38  | 30 | 11 | 5  | 14 | 44 | 45 | -1   |
| 5    | FC Dallas               | 36  | 30 | 8  | 12 | 10 | 45 | 41 | +4   |
| 6    | Galaxy de Los Angeles   | 33  | 30 | 8  | 9  | 13 | 55 | 62 | -7   |
| 7    | Earthquakes de San José | 33  | 30 | 8  | 9  | 13 | 32 | 38 | -6   |

| Rang | Équipe                               | Pts | J  | G  | N | P  | Bp | Bc | Diff |
| ---- | ------------------------------------ | --- | -- | -- | - | -- | -- | -- | ---- |
| 1    | Crew de Columbus                     | 57  | 30 | 17 | 6 | 7  | 50 | 36 | +14  |
| 2    | Fire de Chicago                      | 46  | 30 | 13 | 7 | 10 | 44 | 33 | +11  |
| 3    | Revolution de la Nouvelle-Angleterre | 43  | 30 | 12 | 7 | 11 | 40 | 43 | -3   |
| 4    | Wizards de Kansas City               | 42  | 30 | 11 | 9 | 10 | 37 | 39 | -2   |
| 5    | Red Bulls de New York                | 39  | 30 | 10 | 9 | 11 | 42 | 48 | -6   |
| 6    | D.C. United C                        | 37  | 30 | 11 | 4 | 15 | 43 | 51 | -8   |
| 7    | Toronto FC                           | 35  | 30 | 9  | 8 | 13 | 34 | 43 | -9   |

- MLS Supporters' Shield et qualification automatique pour les séries éliminatoires
- Franchise directement qualifiée pour les séries éliminatoires
- Qualification pour les séries éliminatoires

T : Tenant du titre

C : Vainqueur de la Coupe des États-Unis de soccer

### Classement général
Le Toronto FC étant une franchise canadienne, elle ne dispute pas la Coupe des États-Unis de soccer et ne peut se qualifier pour la Ligue des champions de la CONCACAF qu'à travers le Championnat canadien.
| Rang | Équipe                               | Pts | J  | G  | N  | P  | Bp | Bc | Diff |
| ---- | ------------------------------------ | --- | -- | -- | -- | -- | -- | -- | ---- |
| 1    | Crew de Columbus                     | 57  | 30 | 17 | 6  | 7  | 50 | 36 | +14  |
| 2    | Dynamo de Houston T                  | 51  | 30 | 13 | 12 | 5  | 45 | 32 | +13  |
| 3    | Fire de Chicago                      | 46  | 30 | 13 | 7  | 10 | 44 | 33 | +11  |
| 4    | Revolution de la Nouvelle-Angleterre | 43  | 30 | 12 | 7  | 11 | 40 | 43 | -3   |
| 5    | Chivas USA                           | 43  | 30 | 12 | 7  | 11 | 40 | 41 | -1   |
| 6    | Wizards de Kansas City               | 42  | 30 | 11 | 9  | 10 | 37 | 39 | -2   |
| 7    | Real Salt Lake                       | 40  | 30 | 10 | 10 | 10 | 40 | 39 | +1   |
| 8    | Red Bulls de New York                | 39  | 30 | 10 | 9  | 11 | 42 | 48 | -6   |
| 9    | Rapids du Colorado                   | 38  | 30 | 11 | 5  | 14 | 44 | 45 | -1   |
| 10   | D.C. United C                        | 37  | 30 | 11 | 4  | 15 | 43 | 51 | -8   |
| 11   | FC Dallas                            | 36  | 30 | 8  | 12 | 10 | 45 | 41 | +4   |
| 12   | Toronto FC                           | 35  | 30 | 9  | 8  | 13 | 34 | 43 | -9   |
| 13   | Galaxy de Los Angeles                | 33  | 30 | 8  | 9  | 13 | 55 | 62 | -7   |
| 14   | Earthquakes de San José              | 33  | 30 | 8  | 9  | 13 | 32 | 38 | -6   |

- MLS Supporters' Shield, qualification pour les séries éliminatoires, pour la Ligue des champions de la CONCACAF 2009-2010 et le troisième tour de la Coupe des États-Unis de soccer 2009
- Qualification pour les séries éliminatoires, pour la Ligue des champions de la CONCACAF 2009-2010 et le troisième tour de la Coupe des États-Unis de soccer 2009
- Qualification pour les séries éliminatoires, pour la SuperLiga 2009 et le troisième tour de la Coupe des États-Unis de soccer 2009
- Qualification pour les séries éliminatoires et pour la SuperLiga 2009 et le troisième tour de la Coupe des États-Unis de soccer 2009
- Qualification pour les séries éliminatoires et pour les demi-finales du tour préliminaire de la Coupe des États-Unis de soccer 2009
- Qualification pour les séries éliminatoires et pour les demi-finales du tour préliminaire de la Coupe des États-Unis de soccer 2009
- Franchise non qualifiée pour les séries éliminatoires et qualification pour les demi-finales du tour préliminaire de la Coupe des États-Unis de soccer 2009
- Franchise non qualifiée pour les séries éliminatoires

T : Tenant du titre

C : Vainqueur de la Coupe des États-Unis de soccer 2008

### Résultats
Source : Résultats de la saison

#### Tableau par équipe
| Légende : Fire de Chicago - CHI • Chivas USA - CHV • Rapids du Colorado - COL • Crew de Columbus - CLB • D.C. United - DC FC Dallas - FCD • Dynamo de Houston - HOU • Wizards de Kansas City - KC • Galaxy de Los Angeles - LA Revolution de la Nouvelle-Angleterre - N-A • Red Bulls de New York - NY • Real Salt Lake - RSL Earthquakes de San José - SJ • Toronto FC - TOR Victoire * Défaite * Nul * Domicile | Légende : Fire de Chicago - CHI • Chivas USA - CHV • Rapids du Colorado - COL • Crew de Columbus - CLB • D.C. United - DC FC Dallas - FCD • Dynamo de Houston - HOU • Wizards de Kansas City - KC • Galaxy de Los Angeles - LA Revolution de la Nouvelle-Angleterre - N-A • Red Bulls de New York - NY • Real Salt Lake - RSL Earthquakes de San José - SJ • Toronto FC - TOR Victoire * Défaite * Nul * Domicile | Légende : Fire de Chicago - CHI • Chivas USA - CHV • Rapids du Colorado - COL • Crew de Columbus - CLB • D.C. United - DC FC Dallas - FCD • Dynamo de Houston - HOU • Wizards de Kansas City - KC • Galaxy de Los Angeles - LA Revolution de la Nouvelle-Angleterre - N-A • Red Bulls de New York - NY • Real Salt Lake - RSL Earthquakes de San José - SJ • Toronto FC - TOR Victoire * Défaite * Nul * Domicile | Légende : Fire de Chicago - CHI • Chivas USA - CHV • Rapids du Colorado - COL • Crew de Columbus - CLB • D.C. United - DC FC Dallas - FCD • Dynamo de Houston - HOU • Wizards de Kansas City - KC • Galaxy de Los Angeles - LA Revolution de la Nouvelle-Angleterre - N-A • Red Bulls de New York - NY • Real Salt Lake - RSL Earthquakes de San José - SJ • Toronto FC - TOR Victoire * Défaite * Nul * Domicile | Légende : Fire de Chicago - CHI • Chivas USA - CHV • Rapids du Colorado - COL • Crew de Columbus - CLB • D.C. United - DC FC Dallas - FCD • Dynamo de Houston - HOU • Wizards de Kansas City - KC • Galaxy de Los Angeles - LA Revolution de la Nouvelle-Angleterre - N-A • Red Bulls de New York - NY • Real Salt Lake - RSL Earthquakes de San José - SJ • Toronto FC - TOR Victoire * Défaite * Nul * Domicile | Légende : Fire de Chicago - CHI • Chivas USA - CHV • Rapids du Colorado - COL • Crew de Columbus - CLB • D.C. United - DC FC Dallas - FCD • Dynamo de Houston - HOU • Wizards de Kansas City - KC • Galaxy de Los Angeles - LA Revolution de la Nouvelle-Angleterre - N-A • Red Bulls de New York - NY • Real Salt Lake - RSL Earthquakes de San José - SJ • Toronto FC - TOR Victoire * Défaite * Nul * Domicile | Légende : Fire de Chicago - CHI • Chivas USA - CHV • Rapids du Colorado - COL • Crew de Columbus - CLB • D.C. United - DC FC Dallas - FCD • Dynamo de Houston - HOU • Wizards de Kansas City - KC • Galaxy de Los Angeles - LA Revolution de la Nouvelle-Angleterre - N-A • Red Bulls de New York - NY • Real Salt Lake - RSL Earthquakes de San José - SJ • Toronto FC - TOR Victoire * Défaite * Nul * Domicile | Légende : Fire de Chicago - CHI • Chivas USA - CHV • Rapids du Colorado - COL • Crew de Columbus - CLB • D.C. United - DC FC Dallas - FCD • Dynamo de Houston - HOU • Wizards de Kansas City - KC • Galaxy de Los Angeles - LA Revolution de la Nouvelle-Angleterre - N-A • Red Bulls de New York - NY • Real Salt Lake - RSL Earthquakes de San José - SJ • Toronto FC - TOR Victoire * Défaite * Nul * Domicile | Légende : Fire de Chicago - CHI • Chivas USA - CHV • Rapids du Colorado - COL • Crew de Columbus - CLB • D.C. United - DC FC Dallas - FCD • Dynamo de Houston - HOU • Wizards de Kansas City - KC • Galaxy de Los Angeles - LA Revolution de la Nouvelle-Angleterre - N-A • Red Bulls de New York - NY • Real Salt Lake - RSL Earthquakes de San José - SJ • Toronto FC - TOR Victoire * Défaite * Nul * Domicile | Légende : Fire de Chicago - CHI • Chivas USA - CHV • Rapids du Colorado - COL • Crew de Columbus - CLB • D.C. United - DC FC Dallas - FCD • Dynamo de Houston - HOU • Wizards de Kansas City - KC • Galaxy de Los Angeles - LA Revolution de la Nouvelle-Angleterre - N-A • Red Bulls de New York - NY • Real Salt Lake - RSL Earthquakes de San José - SJ • Toronto FC - TOR Victoire * Défaite * Nul * Domicile | Légende : Fire de Chicago - CHI • Chivas USA - CHV • Rapids du Colorado - COL • Crew de Columbus - CLB • D.C. United - DC FC Dallas - FCD • Dynamo de Houston - HOU • Wizards de Kansas City - KC • Galaxy de Los Angeles - LA Revolution de la Nouvelle-Angleterre - N-A • Red Bulls de New York - NY • Real Salt Lake - RSL Earthquakes de San José - SJ • Toronto FC - TOR Victoire * Défaite * Nul * Domicile | Légende : Fire de Chicago - CHI • Chivas USA - CHV • Rapids du Colorado - COL • Crew de Columbus - CLB • D.C. United - DC FC Dallas - FCD • Dynamo de Houston - HOU • Wizards de Kansas City - KC • Galaxy de Los Angeles - LA Revolution de la Nouvelle-Angleterre - N-A • Red Bulls de New York - NY • Real Salt Lake - RSL Earthquakes de San José - SJ • Toronto FC - TOR Victoire * Défaite * Nul * Domicile | Légende : Fire de Chicago - CHI • Chivas USA - CHV • Rapids du Colorado - COL • Crew de Columbus - CLB • D.C. United - DC FC Dallas - FCD • Dynamo de Houston - HOU • Wizards de Kansas City - KC • Galaxy de Los Angeles - LA Revolution de la Nouvelle-Angleterre - N-A • Red Bulls de New York - NY • Real Salt Lake - RSL Earthquakes de San José - SJ • Toronto FC - TOR Victoire * Défaite * Nul * Domicile | Légende : Fire de Chicago - CHI • Chivas USA - CHV • Rapids du Colorado - COL • Crew de Columbus - CLB • D.C. United - DC FC Dallas - FCD • Dynamo de Houston - HOU • Wizards de Kansas City - KC • Galaxy de Los Angeles - LA Revolution de la Nouvelle-Angleterre - N-A • Red Bulls de New York - NY • Real Salt Lake - RSL Earthquakes de San José - SJ • Toronto FC - TOR Victoire * Défaite * Nul * Domicile | Légende : Fire de Chicago - CHI • Chivas USA - CHV • Rapids du Colorado - COL • Crew de Columbus - CLB • D.C. United - DC FC Dallas - FCD • Dynamo de Houston - HOU • Wizards de Kansas City - KC • Galaxy de Los Angeles - LA Revolution de la Nouvelle-Angleterre - N-A • Red Bulls de New York - NY • Real Salt Lake - RSL Earthquakes de San José - SJ • Toronto FC - TOR Victoire * Défaite * Nul * Domicile | Légende : Fire de Chicago - CHI • Chivas USA - CHV • Rapids du Colorado - COL • Crew de Columbus - CLB • D.C. United - DC FC Dallas - FCD • Dynamo de Houston - HOU • Wizards de Kansas City - KC • Galaxy de Los Angeles - LA Revolution de la Nouvelle-Angleterre - N-A • Red Bulls de New York - NY • Real Salt Lake - RSL Earthquakes de San José - SJ • Toronto FC - TOR Victoire * Défaite * Nul * Domicile | Légende : Fire de Chicago - CHI • Chivas USA - CHV • Rapids du Colorado - COL • Crew de Columbus - CLB • D.C. United - DC FC Dallas - FCD • Dynamo de Houston - HOU • Wizards de Kansas City - KC • Galaxy de Los Angeles - LA Revolution de la Nouvelle-Angleterre - N-A • Red Bulls de New York - NY • Real Salt Lake - RSL Earthquakes de San José - SJ • Toronto FC - TOR Victoire * Défaite * Nul * Domicile | Légende : Fire de Chicago - CHI • Chivas USA - CHV • Rapids du Colorado - COL • Crew de Columbus - CLB • D.C. United - DC FC Dallas - FCD • Dynamo de Houston - HOU • Wizards de Kansas City - KC • Galaxy de Los Angeles - LA Revolution de la Nouvelle-Angleterre - N-A • Red Bulls de New York - NY • Real Salt Lake - RSL Earthquakes de San José - SJ • Toronto FC - TOR Victoire * Défaite * Nul * Domicile | Légende : Fire de Chicago - CHI • Chivas USA - CHV • Rapids du Colorado - COL • Crew de Columbus - CLB • D.C. United - DC FC Dallas - FCD • Dynamo de Houston - HOU • Wizards de Kansas City - KC • Galaxy de Los Angeles - LA Revolution de la Nouvelle-Angleterre - N-A • Red Bulls de New York - NY • Real Salt Lake - RSL Earthquakes de San José - SJ • Toronto FC - TOR Victoire * Défaite * Nul * Domicile | Légende : Fire de Chicago - CHI • Chivas USA - CHV • Rapids du Colorado - COL • Crew de Columbus - CLB • D.C. United - DC FC Dallas - FCD • Dynamo de Houston - HOU • Wizards de Kansas City - KC • Galaxy de Los Angeles - LA Revolution de la Nouvelle-Angleterre - N-A • Red Bulls de New York - NY • Real Salt Lake - RSL Earthquakes de San José - SJ • Toronto FC - TOR Victoire * Défaite * Nul * Domicile | Légende : Fire de Chicago - CHI • Chivas USA - CHV • Rapids du Colorado - COL • Crew de Columbus - CLB • D.C. United - DC FC Dallas - FCD • Dynamo de Houston - HOU • Wizards de Kansas City - KC • Galaxy de Los Angeles - LA Revolution de la Nouvelle-Angleterre - N-A • Red Bulls de New York - NY • Real Salt Lake - RSL Earthquakes de San José - SJ • Toronto FC - TOR Victoire * Défaite * Nul * Domicile | Légende : Fire de Chicago - CHI • Chivas USA - CHV • Rapids du Colorado - COL • Crew de Columbus - CLB • D.C. United - DC FC Dallas - FCD • Dynamo de Houston - HOU • Wizards de Kansas City - KC • Galaxy de Los Angeles - LA Revolution de la Nouvelle-Angleterre - N-A • Red Bulls de New York - NY • Real Salt Lake - RSL Earthquakes de San José - SJ • Toronto FC - TOR Victoire * Défaite * Nul * Domicile | Légende : Fire de Chicago - CHI • Chivas USA - CHV • Rapids du Colorado - COL • Crew de Columbus - CLB • D.C. United - DC FC Dallas - FCD • Dynamo de Houston - HOU • Wizards de Kansas City - KC • Galaxy de Los Angeles - LA Revolution de la Nouvelle-Angleterre - N-A • Red Bulls de New York - NY • Real Salt Lake - RSL Earthquakes de San José - SJ • Toronto FC - TOR Victoire * Défaite * Nul * Domicile | Légende : Fire de Chicago - CHI • Chivas USA - CHV • Rapids du Colorado - COL • Crew de Columbus - CLB • D.C. United - DC FC Dallas - FCD • Dynamo de Houston - HOU • Wizards de Kansas City - KC • Galaxy de Los Angeles - LA Revolution de la Nouvelle-Angleterre - N-A • Red Bulls de New York - NY • Real Salt Lake - RSL Earthquakes de San José - SJ • Toronto FC - TOR Victoire * Défaite * Nul * Domicile | Légende : Fire de Chicago - CHI • Chivas USA - CHV • Rapids du Colorado - COL • Crew de Columbus - CLB • D.C. United - DC FC Dallas - FCD • Dynamo de Houston - HOU • Wizards de Kansas City - KC • Galaxy de Los Angeles - LA Revolution de la Nouvelle-Angleterre - N-A • Red Bulls de New York - NY • Real Salt Lake - RSL Earthquakes de San José - SJ • Toronto FC - TOR Victoire * Défaite * Nul * Domicile | Légende : Fire de Chicago - CHI • Chivas USA - CHV • Rapids du Colorado - COL • Crew de Columbus - CLB • D.C. United - DC FC Dallas - FCD • Dynamo de Houston - HOU • Wizards de Kansas City - KC • Galaxy de Los Angeles - LA Revolution de la Nouvelle-Angleterre - N-A • Red Bulls de New York - NY • Real Salt Lake - RSL Earthquakes de San José - SJ • Toronto FC - TOR Victoire * Défaite * Nul * Domicile | Légende : Fire de Chicago - CHI • Chivas USA - CHV • Rapids du Colorado - COL • Crew de Columbus - CLB • D.C. United - DC FC Dallas - FCD • Dynamo de Houston - HOU • Wizards de Kansas City - KC • Galaxy de Los Angeles - LA Revolution de la Nouvelle-Angleterre - N-A • Red Bulls de New York - NY • Real Salt Lake - RSL Earthquakes de San José - SJ • Toronto FC - TOR Victoire * Défaite * Nul * Domicile | Légende : Fire de Chicago - CHI • Chivas USA - CHV • Rapids du Colorado - COL • Crew de Columbus - CLB • D.C. United - DC FC Dallas - FCD • Dynamo de Houston - HOU • Wizards de Kansas City - KC • Galaxy de Los Angeles - LA Revolution de la Nouvelle-Angleterre - N-A • Red Bulls de New York - NY • Real Salt Lake - RSL Earthquakes de San José - SJ • Toronto FC - TOR Victoire * Défaite * Nul * Domicile | Légende : Fire de Chicago - CHI • Chivas USA - CHV • Rapids du Colorado - COL • Crew de Columbus - CLB • D.C. United - DC FC Dallas - FCD • Dynamo de Houston - HOU • Wizards de Kansas City - KC • Galaxy de Los Angeles - LA Revolution de la Nouvelle-Angleterre - N-A • Red Bulls de New York - NY • Real Salt Lake - RSL Earthquakes de San José - SJ • Toronto FC - TOR Victoire * Défaite * Nul * Domicile | Légende : Fire de Chicago - CHI • Chivas USA - CHV • Rapids du Colorado - COL • Crew de Columbus - CLB • D.C. United - DC FC Dallas - FCD • Dynamo de Houston - HOU • Wizards de Kansas City - KC • Galaxy de Los Angeles - LA Revolution de la Nouvelle-Angleterre - N-A • Red Bulls de New York - NY • Real Salt Lake - RSL Earthquakes de San José - SJ • Toronto FC - TOR Victoire * Défaite * Nul * Domicile | Légende : Fire de Chicago - CHI • Chivas USA - CHV • Rapids du Colorado - COL • Crew de Columbus - CLB • D.C. United - DC FC Dallas - FCD • Dynamo de Houston - HOU • Wizards de Kansas City - KC • Galaxy de Los Angeles - LA Revolution de la Nouvelle-Angleterre - N-A • Red Bulls de New York - NY • Real Salt Lake - RSL Earthquakes de San José - SJ • Toronto FC - TOR Victoire * Défaite * Nul * Domicile |
| Club | Match | Match | Match | Match | Match | Match | Match | Match | Match | Match | Match | Match | Match | Match | Match | Match | Match | Match | Match | Match | Match | Match | Match | Match | Match | Match | Match | Match | Match | Match |
| Club | 1 | 2 | 3 | 4 | 5 | 6 | 7 | 8 | 9 | 10 | 11 | 12 | 13 | 14 | 15 | 16 | 17 | 18 | 19 | 20 | 21 | 22 | 23 | 24 | 25 | 26 | 27 | 28 | 29 | 30 |
| --- | --- | --- | --- | --- | --- | --- | --- | --- | --- | --- | --- | --- | --- | --- | --- | --- | --- | --- | --- | --- | --- | --- | --- | --- | --- | --- | --- | --- | --- | --- |
| Fire de Chicago | RSL | N-A | SJ | KC | COL | N-A | DC | HOU | NY | DC | DAL | CHV | SJ | CLB | TOR | RSL | KC | CHV | N-A | DC | LA | HOU | NY | COL | DAL | LA | KC | CLB | TOR | NY |
| Fire de Chicago | 1-1 | 0-4 | 1-0 | 1-0 | 1-2 | 3-0 | 2-0 | 2-1 | 5-1 | 2-1 | 0-1 | 0-2 | 0-0 | 2-2 | 1-2 | 0-0 | 0-0 | 0-1 | 2-1 | 1-0 | 1-0 | 1-2 | 0-1 | 0-2 | 4-1 | 1-3 | 1-1 | 2-2 | 2-3 | 2-5 |
| Chivas USA | DAL | RSL | CLB | DAL | LA | HOU | N-A | DC | COL | CLB | NY | RSL | CHI | NY | SJ | LA | CHI | KC | LA | HOU | SJ | TOR | TOR | N-A | RSL | KC | DC | SJ | COL | HOU |
| Chivas USA | 1-1 | 1-3 | 3-4 | 2-0 | 2-5 | 0-0 | 2-1 | 1-3 | 2-1 | 0-2 | 0-1 | 1-0 | 0-2 | 1-1 | 0-1 | 1-1 | 0-1 | 2-3 | 2-2 | 0-4 | 0-0 | 1-2 | 3-1 | 0-4 | 1-0 | 1-2 | 3-0 | 1-0 | 2-1 | 1-1 |
| Rapids du Colorado | LA | KC | N-A | SJ | CHI | DC | HOU | RSL | CHV | DAL | LA | TOR | HOU | CLB | NY | SJ | DAL | CLB | TOR | KC | DC | RSL | DAL | CHI | N-A | NY | HOU | LA | CHV | RSL |
| Rapids du Colorado | 0-4 | 2-3 | 1-0 | 2-0 | 1-2 | 0-2 | 1-2 | 0-2 | 2-1 | 1-2 | 2-3 | 1-3 | 0-0 | 1-2 | 0-4 | 1-1 | 2-2 | 2-0 | 0-1 | 1-2 | 0-3 | 0-2 | 1-0 | 0-2 | 1-1 | 5-4 | 3-1 | 2-3 | 2-1 | 1-1 |
| Crew de Columbus | TOR | NY | CHV | DC | HOU | KC | SJ | TOR | N-A | CHV | SJ | KC | LA | COL | CHI | RSL | KC | COL | HOU | DAL | RSL | DAL | N-A | TOR | NY | N-A | LA | CHI | NY | DC |
| Crew de Columbus | 0-2 | 0-2 | 3-4 | 2-1 | 0-1 | 1-2 | 3-2 | 0-0 | 1-0 | 0-2 | 2-0 | 3-0 | 3-3 | 1-2 | 2-2 | 0-2 | 3-3 | 2-0 | 0-2 | 1-2 | 0-3 | 2-1 | 0-4 | 1-1 | 1-3 | 1-0 | 0-1 | 2-2 | 1-3 | 0-1 |
| D.C. United | KC | TOR | RSL | CLB | RSL | COL | CHI | CHV | TOR | TOR | N-A | CHI | NY | SJ | LA | HOU | KC | NY | CHI | N-A | COL | NY | SJ | DAL | LA | DAL | CHV | HOU | N-A | CLB |
| D.C. United | 0-2 | 1-4 | 0-4 | 2-1 | 1-4 | 0-2 | 2-0 | 1-3 | 0-1 | 2-3 | 2-2 | 2-1 | 1-4 | 1-3 | 1-4 | 2-0 | 0-2 | 4-1 | 1-0 | 1-2 | 0-3 | 0-0 | 1-2 | 2-2 | 2-5 | 0-3 | 3-0 | 0-0 | 1-2 | 0-1 |
| FC Dallas | CHV | HOU | NY | CHV | N-A | SJ | RSL | LA | RSL | HOU | COL | N-A | CHI | NY | HOU | KC | COL | LA | TOR | CLB | KC | CLB | COL | DC | CHI | DC | SJ | TOR | RSL | LA |
| FC Dallas | 1-1 | 3-3 | 0-2 | 2-0 | 1-0 | 0-0 | 1-2 | 5-1 | 1-2 | 2-2 | 1-2 | 1-2 | 0-1 | 0-1 | 1-1 | 1-1 | 2-2 | 0-4 | 2-0 | 1-2 | 1-1 | 2-1 | 1-0 | 2-2 | 4-1 | 0-3 | 1-1 | 2-2 | 1-3 | 2-2 |
| Dynamo de Houston | N-A | DAL | KC | LA | CLB | CHV | COL | CHI | SJ | DAL | NY | TOR | N-A | COL | DAL | RSL | DC | CLB | RSL | CHV | NY | CHI | KC | SJ | TOR | COL | DC | SJ | LA | CHV |
| Dynamo de Houston | 0-3 | 3-3 | 0-0 | 2-2 | 0-1 | 0-0 | 1-2 | 2-1 | 1-2 | 2-2 | 0-1 | 1-3 | 2-0 | 0-0 | 1-1 | 0-0 | 2-0 | 0-2 | 3-4 | 0-4 | 0-3 | 1-2 | 1-3 | 1-1 | 1-1 | 3-1 | 0-0 | 1-2 | 0-3 | 1-1 |
| Wizards de Kansas City | DC | COL | N-A | HOU | CHI | TOR | CLB | NY | LA | RSL | CLB | TOR | RSL | DAL | NY | CLB | CHI | DC | CHV | COL | DAL | SJ | HOU | LA | TOR | CHV | CHI | N-A | SJ | N-A |
| Wizards de Kansas City | 0-2 | 2-3 | 3-1 | 0-0 | 1-0 | 0-2 | 1-2 | 1-1 | 1-3 | 0-0 | 3-0 | 0-0 | 0-1 | 1-1 | 1-2 | 3-3 | 0-0 | 0-2 | 2-3 | 1-2 | 1-1 | 1-2 | 1-3 | 0-2 | 0-2 | 1-2 | 1-1 | 0-1 | 2-3 | 3-1 |
| Galaxy de Los Angeles | COL | SJ | TOR | HOU | CHV | RSL | NY | DAL | KC | TOR | COL | SJ | CLB | DC | N-A | CHV | NY | DAL | SJ | CHV | CHI | N-A | RSL | KC | DC | CHI | CLB | COL | HOU | DAL |
| Galaxy de Los Angeles | 0-4 | 0-2 | 3-2 | 2-2 | 2-5 | 2-2 | 2-1 | 5-1 | 1-3 | 0-2 | 2-3 | 3-0 | 3-3 | 1-4 | 2-1 | 1-1 | 2-2 | 0-4 | 2-3 | 2-2 | 1-0 | 2-2 | 2-2 | 0-2 | 2-5 | 1-3 | 0-1 | 2-3 | 0-3 | 2-2 |
| Revolution de la Nouvelle-Angleterre | HOU | CHI | KC | COL | NY | DAL | CHI | CHV | SJ | CLB | DC | DAL | HOU | NY | RSL | TOR | LA | CHI | SJ | DC | TOR | LA | CLB | CHV | COL | CLB | RSL | KC | DC | KC |
| Revolution de la Nouvelle-Angleterre | 0-3 | 0-4 | 3-1 | 1-0 | 1-1 | 1-0 | 3-0 | 2-1 | 0-2 | 1-0 | 2-2 | 1-2 | 2-0 | 1-1 | 1-2 | 1-2 | 2-1 | 2-1 | 0-4 | 1-2 | 1-1 | 2-2 | 0-4 | 0-4 | 1-1 | 1-0 | 2-2 | 0-1 | 1-2 | 3-1 |
| Red Bulls de New York | CLB | DAL | N-A | SJ | TOR | LA | KC | CHI | HOU | CHV | DC | N-A | DAL | CHV | COL | KC | LA | SJ | DC | TOR | HOU | DC | CHI | RSL | CLB | COL | TOR | RSL | CLB | CHI |
| Red Bulls de New York | 0-2 | 0-2 | 1-1 | 0-2 | 1-1 | 2-1 | 1-1 | 5-1 | 0-1 | 0-1 | 1-4 | 1-1 | 0-1 | 1-1 | 0-4 | 1-2 | 2-2 | 1-1 | 4-1 | 0-2 | 0-3 | 0-0 | 0-1 | 1-2 | 1-3 | 5-4 | 3-1 | 1-1 | 1-3 | 2-5 |
| Real Salt Lake | CHI | CHV | DC | TOR | DC | LA | DAL | COL | DAL | SJ | KC | CHV | SJ | N-A | KC | HOU | CLB | CHI | TOR | HOU | CLB | COL | LA | NY | CHV | SJ | N-A | NY | DAL | COL |
| Real Salt Lake | 1-1 | 1-3 | 0-4 | 0-1 | 1-4 | 2-2 | 1-2 | 0-2 | 1-2 | 1-3 | 0-0 | 1-0 | 0-0 | 1-2 | 0-1 | 0-0 | 0-2 | 0-0 | 1-2 | 3-4 | 0-3 | 0-2 | 2-2 | 1-2 | 1-0 | 3-2 | 2-2 | 1-1 | 1-3 | 1-1 |
| Earthquakes de San José | LA | CHI | COL | NY | DAL | CLB | N-A | HOU | RSL | CLB | LA | RSL | DC | CHI | CHV | COL | TOR | NY | LA | N-A | CHV | KC | DC | HOU | RSL | DAL | CHV | HOU | KC | TOR |
| Earthquakes de San José | 0-2 | 1-0 | 2-0 | 0-2 | 0-0 | 3-2 | 0-2 | 1-2 | 1-3 | 2-0 | 3-0 | 0-0 | 1-3 | 0-0 | 1-0 | 1-1 | 0-0 | 1-1 | 2-3 | 0-4 | 0-0 | 1-2 | 1-2 | 1-1 | 3-2 | 1-1 | 1-0 | 1-2 | 2-3 | 0-2 |
| Toronto FC | CLB | DC | LA | RSL | KC | NY | CLB | DC | DC | LA | HOU | COL | KC | N-A | CHI | SJ | RSL | DAL | COL | NY | N-A | CHV | CHV | CLB | KC | HOU | NY | DAL | CHI | SJ |
| Toronto FC | 0-2 | 1-4 | 3-2 | 0-1 | 0-2 | 1-1 | 0-0 | 0-1 | 2-3 | 0-2 | 1-3 | 1-3 | 0-0 | 1-2 | 1-2 | 0-0 | 1-2 | 2-0 | 1-0 | 0-2 | 1-1 | 1-2 | 3-1 | 1-1 | 0-2 | 1-1 | 3-1 | 2-2 | 2-3 | 0-2 |

#### Tableaux généraux

##### Matchs inter-conférences
| Résultats (▼dom., ►ext.)                                   | CHIC | CHIV | COLO | COLU | DCU | FCD | HOU | KAN | LA  | N.-A. | NY  | RSL | SJ  | TOR |
| Fire de Chicago                                            |      | 1-0  | 2-1  |      |     | 1-4 | 1-2 |     | 3-1 |       |     | 0-0 | 0-0 |     |
| Chivas USA                                                 | 2-0  |      |      | 2-0  | 3-1 |     |     | 2-1 |     | 1-2   | 1-1 |     |     | 2-1 |
| Rapids du Colorado                                         | 2-0  |      |      | 0-2  | 2-0 |     |     | 2-1 |     | 1-1   | 4-0 |     |     | 0-1 |
| Crew de Columbus                                           |      | 4-3  | 2-1  |      |     | 2-1 | 1-0 |     | 1-0 |       |     | 3-0 | 0-2 |     |
| D.C. United                                                |      | 0-3  | 3-0  |      |     | 2-2 | 0-2 |     | 4-1 |       |     | 4-1 | 3-1 |     |
| FC Dallas                                                  | 1-0  |      |      | 1-2  | 3-0 |     |     | 1-1 |     | 0-1   | 2-0 |     |     | 2-2 |
| Dynamo de Houston                                          | 2-1  |      |      | 2-0  | 0-0 |     |     | 3-1 |     | 0-2   | 1-0 |     |     | 3-1 |
| Wizards de Kansas City                                     |      | 3-2  | 3-2  |      |     | 1-1 | 0-0 |     | 2-0 |       |     | 1-0 | 3-2 |     |
| Galaxy de Los Angeles                                      | 0-1  |      |      | 3-3  | 5-2 |     |     | 3-1 |     | 1-2   | 1-2 |     |     | 2-3 |
| Revolution de la Nouvelle-Angleterre                       |      | 4-0  | 0-1  |      |     | 2-1 | 3-0 |     | 2-2 |       |     | 2-2 | 2-0 |     |
| Red Bulls de New York                                      |      | 1-0  | 4-5  |      |     | 1-0 | 3-0 |     | 2-2 |       |     | 2-1 | 2-0 |     |
| Real Salt Lake                                             | 1-1  |      |      | 2-0  | 4-0 |     |     | 0-0 |     | 2-1   | 1-1 |     |     | 2-1 |
| Earthquakes de San José                                    | 0-1  |      |      | 2-3  | 2-1 |     |     | 2-1 |     | 4-0   | 1-1 |     |     | 2-0 |
| Toronto FC                                                 |      | 1-3  | 3-1  |      |     | 0-2 | 1-1 |     | 2-0 |       |     | 1-0 | 0-0 |     |
| - Victoire à domicile - Match nul - Victoire à l'extérieur |      |      |      |      |     |     |     |     |     |       |     |     |     |     |

##### Matchs intra-conférences
Conférence Ouest
| Résultats (▼dom., ►ext.)                                   | CHIV | COLO | FCD | HOU | LA  | RSL | SJ  | CHIV | COLO | FCD | HOU | LA  | RSL | SJ  |
| Chivas USA                                                 |      | 1-2  | 0-2 | 1-1 | 2-2 | 3-1 | 1-0 |      |      |     |     |     | 0-1 | 0-0 |
| Rapids du Colorado                                         | 1-2  |      | 2-1 | 0-0 | 4-0 | 2-0 | 0-2 |      |      |     | 1-3 |     | 1-1 |     |
| FC Dallas                                                  | 1-1  | 2-2  |     | 2-2 | 1-5 | 2-1 | 1-1 |      | 0-1  |     |     | 4-0 |     |     |
| Dynamo de Houston                                          | 0-0  | 2-1  | 3-3 |     | 3-0 | 4-3 | 2-1 | 4-0  |      | 1-1 |     |     |     |     |
| Galaxy de Los Angeles                                      | 5-2  | 3-2  | 2-2 | 2-2 |     | 2-2 | 2-0 | 1-1  | 3-2  |     |     |     |     |     |
| Real Salt Lake                                             | 0-1  | 2-0  | 2-1 | 0-0 | 2-2 |     | 3-1 |      |      | 3-1 |     |     |     | 0-0 |
| Earthquakes de San José                                    | 0-1  | 1-1  | 0-0 | 2-1 | 0-3 | 2-3 |     |      |      |     | 1-1 | 3-2 |     |     |
| - Victoire à domicile - Match nul - Victoire à l'extérieur |      |      |     |     |     |     |     |      |      |     |     |     |     |     |

Conférence Est
| Résultats (▼dom., ►ext.)                                   | CHIC | COLU | DCU | KAN | N.-A. | NY  | TOR | CHIC | COLU | DCU | KAN | N.-A. | NY  | TOR |
| Fire de Chicago                                            |      | 2-2  | 1-2 | 0-1 | 4-0   | 1-0 | 2-1 |      |      | 0-1 |     |       | 5-2 |     |
| Crew de Columbus                                           | 2-2  |      | 1-0 | 2-1 | 0-1   | 3-1 | 2-0 |      |      |     | 3-3 | 4-0   |     |     |
| D.C. United                                                | 0-2  | 1-2  |     | 2-0 | 2-1   | 4-1 | 4-1 |      |      |     |     |       | 0-0 | 3-2 |
| Wizards de Kansas City                                     | 0-0  | 0-3  | 2-0 |     | 1-3   | 2-1 | 2-0 | 1-1  |      |     |     | 1-0   |     |     |
| Revolution de la Nouvelle-Angleterre                       | 0-3  | 0-1  | 2-2 | 1-3 |       | 1-1 | 2-1 | 1-2  |      | 2-1 |     |       |     |     |
| Red Bulls de New York                                      | 1-5  | 2-0  | 4-1 | 1-1 | 1-1   |     | 2-0 |      | 3-1  |     |     |       |     | 1-3 |
| Toronto FC                                                 | 3-2  | 0-0  | 1-0 | 2-0 | 1-1   | 1-1 |     |      | 1-1  |     | 0-0 |       |     |     |
| - Victoire à domicile - Match nul - Victoire à l'extérieur |      |      |     |     |       |     |     |      |      |     |     |       |     |     |

## Playoffs

### Règlement
Il y a 3 équipes qualifiées dans la conférence Ouest contre 5 dans la conférence Est.
Ainsi, l'équipe qui finira 5e à l'Est sera O4 dans ces play-offs.
Les équipes classées premières de leur conférence affrontent le quatrième de leur conférence en demi-finale de conférence (le deuxième affrontant le troisième) qui se déroulent par match aller-retour, avec match retour chez l'équipe la mieux classée. En cas d'égalité, à l'issue des deux matchs, une prolongation de deux fois quinze minutes a lieu. Si les équipes ne se départagent pas, une séance de tirs au but a alors lieu.
Les finales de conférence se déroulent sur les terrains des équipes les mieux classées tandis que la finale MLS a lieu au Home Depot Center de Carson.
Ces 2 tours se déroulent en un seul match, avec prolongation et tirs au but pour départager si nécessaire les équipes.
Les finalistes du championnat se qualifient pour la Ligue des champions de la CONCACAF 2009-2010

### Tableau
|  | Demi-finales de Conférence              | Demi-finales de Conférence              | Demi-finales de Conférence            | Demi-finales de Conférence |                          |                          | Finales de Conférence                        | Finales de Conférence                        | Finales de Conférence                        | Finales de Conférence                        |  |  | MLS Cup 2008                           | MLS Cup 2008                           | MLS Cup 2008                           | MLS Cup 2008                           |
|  |                                         |                                         |                                       |                            |                          |                          |                                              |                                              |                                              |                                              |  |  |                                        |                                        |                                        |                                        |
|  | 1er et 8 novembre                       | 1er et 8 novembre                       | 1er et 8 novembre                     | 1er et 8 novembre          |                          |                          | 13 novembre, Columbus Crew Stadium, Columbus | 13 novembre, Columbus Crew Stadium, Columbus | 13 novembre, Columbus Crew Stadium, Columbus | 13 novembre, Columbus Crew Stadium, Columbus |  |  | 23 novembre, Home Depot Center, Carson | 23 novembre, Home Depot Center, Carson | 23 novembre, Home Depot Center, Carson | 23 novembre, Home Depot Center, Carson |
|  | 1er et 8 novembre                       | 1er et 8 novembre                       | 1er et 8 novembre                     | 1er et 8 novembre          |                          |                          | 13 novembre, Columbus Crew Stadium, Columbus | 13 novembre, Columbus Crew Stadium, Columbus | 13 novembre, Columbus Crew Stadium, Columbus | 13 novembre, Columbus Crew Stadium, Columbus |  |  | 23 novembre, Home Depot Center, Carson | 23 novembre, Home Depot Center, Carson | 23 novembre, Home Depot Center, Carson | 23 novembre, Home Depot Center, Carson |
|  | E1 Crew de Columbus                     | E1 Crew de Columbus                     | 1                                     | 2                          |                          |                          | 13 novembre, Columbus Crew Stadium, Columbus | 13 novembre, Columbus Crew Stadium, Columbus | 13 novembre, Columbus Crew Stadium, Columbus | 13 novembre, Columbus Crew Stadium, Columbus |  |  | 23 novembre, Home Depot Center, Carson | 23 novembre, Home Depot Center, Carson | 23 novembre, Home Depot Center, Carson | 23 novembre, Home Depot Center, Carson |
|  | E1 Crew de Columbus                     | E1 Crew de Columbus                     | 1                                     | 2                          |                          |                          | 13 novembre, Columbus Crew Stadium, Columbus | 13 novembre, Columbus Crew Stadium, Columbus | 13 novembre, Columbus Crew Stadium, Columbus | 13 novembre, Columbus Crew Stadium, Columbus |  |  | 23 novembre, Home Depot Center, Carson | 23 novembre, Home Depot Center, Carson | 23 novembre, Home Depot Center, Carson | 23 novembre, Home Depot Center, Carson |
|  | E4 Wizards de Kansas City               | E4 Wizards de Kansas City               | 1                                     | 0                          |                          |                          | 13 novembre, Columbus Crew Stadium, Columbus | 13 novembre, Columbus Crew Stadium, Columbus | 13 novembre, Columbus Crew Stadium, Columbus | 13 novembre, Columbus Crew Stadium, Columbus |  |  | 23 novembre, Home Depot Center, Carson | 23 novembre, Home Depot Center, Carson | 23 novembre, Home Depot Center, Carson | 23 novembre, Home Depot Center, Carson |
|  | E4 Wizards de Kansas City               | E4 Wizards de Kansas City               | 1                                     | 0                          | E1 Crew de Columbus      | E1 Crew de Columbus      | 2                                            | 2                                            |                                              |                                              |  |  | 23 novembre, Home Depot Center, Carson | 23 novembre, Home Depot Center, Carson | 23 novembre, Home Depot Center, Carson | 23 novembre, Home Depot Center, Carson |
|  | 30 octobre et 6 novembre                |                                         |                                       |                            | E1 Crew de Columbus      | E1 Crew de Columbus      | 2                                            | 2                                            |                                              |                                              |  |  | 23 novembre, Home Depot Center, Carson | 23 novembre, Home Depot Center, Carson | 23 novembre, Home Depot Center, Carson | 23 novembre, Home Depot Center, Carson |
|  |                                         |                                         | E2 Fire de Chicago                    | E2 Fire de Chicago         | 1                        | 1                        |                                              |                                              |                                              |                                              |  |  | 23 novembre, Home Depot Center, Carson | 23 novembre, Home Depot Center, Carson | 23 novembre, Home Depot Center, Carson | 23 novembre, Home Depot Center, Carson |
|  | E3 Revolution de la Nouvelle-Angleterre | E3 Revolution de la Nouvelle-Angleterre | E2 Fire de Chicago                    | E2 Fire de Chicago         | 1                        | 1                        | 0                                            | 0                                            |                                              |                                              |  |  | 23 novembre, Home Depot Center, Carson | 23 novembre, Home Depot Center, Carson | 23 novembre, Home Depot Center, Carson | 23 novembre, Home Depot Center, Carson |
|  | E3 Revolution de la Nouvelle-Angleterre | E3 Revolution de la Nouvelle-Angleterre | 15 novembre, Rio Tinto Stadium, Sandy |                            |                          |                          | 0                                            | 0                                            |                                              |                                              |  |  | 23 novembre, Home Depot Center, Carson | 23 novembre, Home Depot Center, Carson | 23 novembre, Home Depot Center, Carson | 23 novembre, Home Depot Center, Carson |
|  | E2 Fire de Chicago                      | E2 Fire de Chicago                      | 0                                     | 3                          |                          |                          |                                              |                                              |                                              |                                              |  |  | 23 novembre, Home Depot Center, Carson | 23 novembre, Home Depot Center, Carson | 23 novembre, Home Depot Center, Carson | 23 novembre, Home Depot Center, Carson |
|  | E2 Fire de Chicago                      | E2 Fire de Chicago                      | 0                                     | 3                          | E1 Crew de Columbus      | E1 Crew de Columbus      | 3                                            | 3                                            |                                              |                                              |  |  |                                        |                                        |                                        |                                        |
|  | 1er et 9 novembre                       |                                         |                                       |                            | E1 Crew de Columbus      | E1 Crew de Columbus      | 3                                            | 3                                            |                                              |                                              |  |  |                                        |                                        |                                        |                                        |
|  |                                         |                                         | O4 Red Bulls de New York              | O4 Red Bulls de New York   | 1                        | 1                        |                                              |                                              |                                              |                                              |  |  |                                        |                                        |                                        |                                        |
|  | O1 Dynamo de Houston                    | O1 Dynamo de Houston                    | O4 Red Bulls de New York              | O4 Red Bulls de New York   | 1                        | 1                        | 1                                            | 0                                            |                                              |                                              |  |  |                                        |                                        |                                        |                                        |
|  | O1 Dynamo de Houston                    | O1 Dynamo de Houston                    |                                       |                            |                          |                          |                                              |                                              |                                              |                                              |  |  |                                        |                                        |                                        |                                        |
|  | O4 Red Bulls de New York                | O4 Red Bulls de New York                | 1                                     | 3                          |                          |                          |                                              |                                              |                                              |                                              |  |  |                                        |                                        |                                        |                                        |
|  | O4 Red Bulls de New York                | O4 Red Bulls de New York                | 1                                     | 3                          | O4 Red Bulls de New York | O4 Red Bulls de New York | 1                                            | 1                                            |                                              |                                              |  |  |                                        |                                        |                                        |                                        |
|  | 1er et 8 novembre                       |                                         |                                       |                            | O4 Red Bulls de New York | O4 Red Bulls de New York | 1                                            | 1                                            |                                              |                                              |  |  |                                        |                                        |                                        |                                        |
|  |                                         |                                         | O3 Real Salt Lake                     | O3 Real Salt Lake          | 0                        | 0                        |                                              |                                              |                                              |                                              |  |  |                                        |                                        |                                        |                                        |
|  | O3 Real Salt Lake                       | O3 Real Salt Lake                       | O3 Real Salt Lake                     | O3 Real Salt Lake          | 0                        | 0                        | 1                                            | 2                                            |                                              |                                              |  |  |                                        |                                        |                                        |                                        |
|  | O3 Real Salt Lake                       | O3 Real Salt Lake                       |                                       |                            |                          |                          |                                              | 2                                            |                                              |                                              |  |  |                                        |                                        |                                        |                                        |
|  | O2 Chivas USA                           | O2 Chivas USA                           | 0                                     | 2                          |                          |                          |                                              |                                              |                                              |                                              |  |  |                                        |                                        |                                        |                                        |
|  | O2 Chivas USA                           | O2 Chivas USA                           | 0                                     | 2                          |                          |                          |                                              |                                              |                                              |                                              |  |  |                                        |                                        |                                        |                                        |
|  |                                         |                                         |                                       |                            |                          |                          |                                              |                                              |                                              |                                              |  |  |                                        |                                        |                                        |                                        |

### Résultats

#### Demi-finales de conférence

##### Est
| 1er novembre 2008 | Wizards de Kansas City                | 1 – 1 | Crew de Columbus                             |                                                                                        |                                                                                        |
|                   | Jewsbury 40e · Arnaud 53e · Gomez 75e |       | · 84e Padula · 90+2e Lenhart · 90+3e Carroll | CommunityAmerica Ballpark, Kansas City Spectateurs : 10 385 Arbitrage : Jorge Gonzalez | CommunityAmerica Ballpark, Kansas City Spectateurs : 10 385 Arbitrage : Jorge Gonzalez |
|                   | Rapport                               |       |                                              | CommunityAmerica Ballpark, Kansas City Spectateurs : 10 385 Arbitrage : Jorge Gonzalez | CommunityAmerica Ballpark, Kansas City Spectateurs : 10 385 Arbitrage : Jorge Gonzalez |

| 8 novembre 2008 | Crew de Columbus                                                       | 2 – 0 | Wizards de Kansas City  |                                                                                  |                                                                                  |
|                 | Evans 7e · Rogers 57e · Evans 63e · Rogers 66e · Hejduk 87e · Ekpo 90e |       | · 39e Arnaud · 49e Wahl | Columbus Crew Stadium, Columbus Spectateurs : 11 153 Arbitrage : Ricardo Salazar | Columbus Crew Stadium, Columbus Spectateurs : 11 153 Arbitrage : Ricardo Salazar |
|                 | Rapport                                                                |       |                         | Columbus Crew Stadium, Columbus Spectateurs : 11 153 Arbitrage : Ricardo Salazar | Columbus Crew Stadium, Columbus Spectateurs : 11 153 Arbitrage : Ricardo Salazar |

Le Crew de Columbus l'emporte par un score cumulé de 3-1.
| 30 octobre 2008 | Revolution de la Nouvelle-Angleterre | 0 – 0 | Fire de Chicago                      |                                                                        |                                                                        |
|                 | · Mansally 42e · Castro 73e          |       | 16e Soumare · 59e Pause · 69e Blanco | Gillette Stadium, Foxborough Spectateurs : 5 221 Arbitrage : Alex Prus | Gillette Stadium, Foxborough Spectateurs : 5 221 Arbitrage : Alex Prus |
|                 | Rapport                              |       |                                      | Gillette Stadium, Foxborough Spectateurs : 5 221 Arbitrage : Alex Prus | Gillette Stadium, Foxborough Spectateurs : 5 221 Arbitrage : Alex Prus |

| 6 novembre 2008 | Fire de Chicago                                                       | 3 – 0 | Revolution de la Nouvelle-Angleterre                 |                                                                       |                                                                       |
|                 | · Thorrington 36e · Rolfe 45+2e · Conde 47e · Busch 62e · Segares 74e |       | 7e Albright · 45+2e Igwe · 53e Joseph · 83e Albright | Toyota Park, Bridgeview Spectateurs : 17 312 Arbitrage : Jair Marrufo | Toyota Park, Bridgeview Spectateurs : 17 312 Arbitrage : Jair Marrufo |
|                 | Rapport                                                               |       |                                                      | Toyota Park, Bridgeview Spectateurs : 17 312 Arbitrage : Jair Marrufo | Toyota Park, Bridgeview Spectateurs : 17 312 Arbitrage : Jair Marrufo |

Le Fire de Chicago l'emporte par un score cumulé de 3-0.

##### Ouest
| 1er novembre 2008 | Red Bulls de New York                | 1 – 1 | Dynamo de Houston         |                                                                              |                                                                              |
|                   | Richards 29e · Angel 37e · Angel 48e |       | · 53e Mullan · 85e Kamara | Giants Stadium, East Rutherford Spectateurs : 11 578 Arbitrage : Kevin Stott | Giants Stadium, East Rutherford Spectateurs : 11 578 Arbitrage : Kevin Stott |
|                   | Rapport                              |       |                           | Giants Stadium, East Rutherford Spectateurs : 11 578 Arbitrage : Kevin Stott | Giants Stadium, East Rutherford Spectateurs : 11 578 Arbitrage : Kevin Stott |

| 9 novembre 2008 | Dynamo de Houston                        | 0 – 3 | Red Bulls de New York                                                                               |                                                                              |                                                                              |
|                 | · Robinson 62e · Onstad 69e · Mullan 73e |       | 5e van den Bergh · 25e Richards · 28e Goldthwaite · 36e (pen.) Angel · 45+2e Sassano · 81e Wolyniec | Robertson Stadium, Houston Spectateurs : 30 053 Arbitrage : Baldomero Toledo | Robertson Stadium, Houston Spectateurs : 30 053 Arbitrage : Baldomero Toledo |
|                 | Rapport                                  |       | | Robertson Stadium, Houston Spectateurs : 30 053 Arbitrage : Baldomero Toledo | Robertson Stadium, Houston Spectateurs : 30 053 Arbitrage : Baldomero Toledo |

Les Red Bulls de New York l'emportent par un score cumulé de 4-1.
| 1er novembre 2008 | Real Salt Lake                               | 1 – 0 | Chivas USA               |                                                                           |                                                                           |
|                   | Williams 29e · Beckerman 42e · Movsisyan 90e |       | · 66e Razov · 75e Thomas | Rio Tinto Stadium, Sandy Spectateurs : 14 719 Arbitrage : Ricardo Salazar | Rio Tinto Stadium, Sandy Spectateurs : 14 719 Arbitrage : Ricardo Salazar |
|                   | Rapport                                      |       |                          | Rio Tinto Stadium, Sandy Spectateurs : 14 719 Arbitrage : Ricardo Salazar | Rio Tinto Stadium, Sandy Spectateurs : 14 719 Arbitrage : Ricardo Salazar |

| 8 novembre 2008 | Chivas USA                                                                                  | 2 – 2 | Real Salt Lake                                                          |                                                                            |                                                                            |
|                 | · Nagamura 22e · Kljestan 31e (pen.) · Bornstein 60e · Braun 83e · Razov 86e · Thomas 90+1e |       | 10e Mathis · 30e Borchers · 39e Kovalenko · 42e Kovalenko · 77e Morales | Home Depot Center, Carson Spectateurs : 19 256 Arbitrage : Michael Kennedy | Home Depot Center, Carson Spectateurs : 19 256 Arbitrage : Michael Kennedy |
|                 | Rapport                                                                                     |       |                                                                         | Home Depot Center, Carson Spectateurs : 19 256 Arbitrage : Michael Kennedy | Home Depot Center, Carson Spectateurs : 19 256 Arbitrage : Michael Kennedy |

Le Real Salt Lake l'emporte par un score cumulé de 3-2.

#### Finales de conférence

##### Est
| 13 novembre 2008 | Crew de Columbus                                         | 2 – 1 | Fire de Chicago                                        |                                                                               |                                                                               |
|                  | · Marshall 49e · Gaven 55e · O'Rourke 57e · Hesmer 90+2e |       | 22e Soumare · 29e McBride · 48e Segares · 67e Prideaux | Columbus Crew Stadium, Columbus Spectateurs : 14 688 Arbitrage : Terry Vaughn | Columbus Crew Stadium, Columbus Spectateurs : 14 688 Arbitrage : Terry Vaughn |
|                  | Rapport                                                  |       |                                                        | Columbus Crew Stadium, Columbus Spectateurs : 14 688 Arbitrage : Terry Vaughn | Columbus Crew Stadium, Columbus Spectateurs : 14 688 Arbitrage : Terry Vaughn |

##### Ouest
| 15 novembre 2008 | Real Salt Lake | 0 – 1 | Red Bulls de New York                                          |                                                                        |                                                                        |
|                  |                |       | 28e van den Bergh · 45e Goldthwaite · 64e Rojas · 90+4e Leitch | Rio Tinto Stadium, Sandy Spectateurs : 20 008 Arbitrage : Jair Marrufo | Rio Tinto Stadium, Sandy Spectateurs : 20 008 Arbitrage : Jair Marrufo |
|                  | Rapport        |       |                                                                | Rio Tinto Stadium, Sandy Spectateurs : 20 008 Arbitrage : Jair Marrufo | Rio Tinto Stadium, Sandy Spectateurs : 20 008 Arbitrage : Jair Marrufo |

#### MLS Cup 2008
| 23 novembre 2008 | Red Bulls de New York    | 1 – 3 | Crew de Columbus                                      | Home Depot Center, Carson                         |                                                   |
|                  | Leitch 4e · Wolyniec 51e |       | · 31e Moreno · 53e Marshall · 68e Padula · 82e Hejduk | Spectateurs : 27 000 Arbitrage : Baldomero Toledo | Spectateurs : 27 000 Arbitrage : Baldomero Toledo |
|                  | Rapport                  |       |                                                       | Spectateurs : 27 000 Arbitrage : Baldomero Toledo | Spectateurs : 27 000 Arbitrage : Baldomero Toledo |

## Leaders statistiques (saison régulière)

### Classement des buteurs
| Rang | Joueur           | Club                  | Buts | Passes |
| ---- | ---------------- | --------------------- | ---- | ------ |
| 1    | Landon Donovan   | Galaxy de Los Angeles | 20   | 9      |
| 2    | Kenny Cooper     | FC Dallas             | 18   | 3      |
| 3    | Edson Buddle     | Galaxy de Los Angeles | 15   | 3      |
| 4    | Juan Pablo Angel | Red Bulls de New York | 14   | 3      |
| 5    | Brian Ching      | Dynamo de Houston     | 13   | 5      |
| 6    | Luciano Emilio   | D.C. United           | 11   | 5      |
| 7    | Conor Casey      | Rapids du Colorado    | 11   | 2      |
| 8    | Jaime Moreno     | D.C. United           | 10   | 10     |
| 9    | Chris Rolfe      | Fire de Chicago       | 9    | 8      |
| 10   | Chad Barrett     | Toronto FC            | 9    | 7      |

### Classement des passeurs
| Rang | Joueur                     | Club                  | Passes |
| ---- | -------------------------- | --------------------- | ------ |
| 1    | Guillermo Barros Schelotto | Crew de Columbus      | 19     |
| 2    | Javier Morales             | Real Salt Lake        | 15     |
| 3    | Terry Cooke                | Rapids du Colorado    | 12     |
| 4    | Cuauhtemoc Blanco          | Fire de Chicago       | 11     |
| 5    | David Beckham              | Galaxy de Los Angeles | 10     |
| 5    | Jaime Moreno               | D.C. United           | 10     |
| 7    | Landon Donovan             | Galaxy de Los Angeles | 9      |
| 8    | Brad Davis                 | Dynamo de Houston     | 8      |
| 8    | Justin Mapp                | Fire de Chicago       | 8      |
| 8    | André Guerreiro Rocha      | FC Dallas             | 8      |
| 8    | Chris Rolfe                | Fire de Chicago       | 8      |

### Classement des gardiens
Il faut avoir joué au moins 1000 minutes pour être classé. Les statistiques sont faites seulement sur les matchs où les gardiens sont titulaires. 
| Rang | Gardien        | Club                                 | MJ | MIN  | BE | BE/M |
| ---- | -------------- | ------------------------------------ | -- | ---- | -- | ---- |
| 1    | Pat Onstad     | Dynamo de Houston                    | 24 | 2098 | 24 | 1.03 |
| 2    | Jon Busch      | Fire de Chicago                      | 30 | 2700 | 33 | 1.10 |
| 3    | Will Hesmer    | Crew de Columbus                     | 29 | 2610 | 33 | 1.14 |
| 4    | Bouna Coundoul | Rapids du Colorado                   | 17 | 1530 | 21 | 1.24 |
| 5    | Joe Cannon     | Earthquakes de San José              | 30 | 2700 | 38 | 1.27 |
| 6    | Kevin Hartman  | Wizards de Kansas City               | 30 | 2700 | 39 | 1.30 |
| 7    | Nick Rimando   | Real Salt Lake                       | 30 | 2700 | 39 | 1.30 |
| 8    | Darío Sala     | FC Dallas                            | 28 | 2520 | 37 | 1.32 |
| 9    | Bradley Guzan  | Chivas USA                           | 15 | 1350 | 20 | 1.33 |
| 10   | Matt Reis      | Revolution de la Nouvelle-Angleterre | 28 | 2485 | 38 | 1.38 |

## Récompenses individuelles

### Récompenses annuelles
| Trophée                            | Joueur                     | Club                                 |
| ---------------------------------- | -------------------------- | ------------------------------------ |
| Meilleur joueur (saison régulière) | Guillermo Barros Schelotto | Crew de Columbus                     |
| Meilleur joueur (finale MLS)       | Guillermo Barros Schelotto | Crew de Columbus                     |
| Meilleur buteur                    | Landon Donovan             | Galaxy de Los Angeles                |
| Meilleur défenseur                 | Chad Marshall              | Crew de Columbus                     |
| Meilleur gardien                   | Jon Busch                  | Fire de Chicago                      |
| Meilleur rookie                    | Sean Franklin              | Galaxy de Los Angeles                |
| Meilleur entraîneur                | Sigi Schmid                | Crew de Columbus                     |
| Meilleur come-back                 | Kenny Cooper               | FC Dallas                            |
| Meilleur nouveau venu              | Darren Huckerby            | Earthquakes de San José              |
| Meilleur arbitre                   | Jair Marrufo               |                                      |
| Meilleur arbitre assistant         | Kermit Quisenberry         |                                      |
| Meilleur but                       | Will Johnson               | Real Salt Lake                       |
| Trophée du fair-play (joueur)      | Michael Parkhurst          | Revolution de la Nouvelle-Angleterre |
| Trophée du fair-play (équipe)      |                            | Revolution de la Nouvelle-Angleterre |
| Action humanitaire de l'année      | Jose Burciaga Jr.          | Rapids du Colorado                   |

### Joueurs du mois
| Mois      | Joueur                     | Club                    | Stats du mois   |
| --------- | -------------------------- | ----------------------- | --------------- |
| Avril     | Landon Donovan             | Galaxy de Los Angeles   | 8 B, 2 P, 2-1-2 |
| Mai       | Cuauhtémoc Blanco          | Fire de Chicago         | 2 B, 4 P, 3-0-1 |
| Juin      | Luciano Emilio             | D.C. United             | 7 B, 1 P, 4-0-0 |
| Juillet   | Nick Rimando               | Real Salt Lake          | 3 CS, 2-2-0     |
| Août      | Guillermo Barros Schelotto | Crew de Columbus        | 1 B, 6 P, 3-0-1 |
| Septembre | Darren Huckerby            | Earthquakes de San José | 3 B, 1 P, 1-1-1 |
| Octobre   | Juan Pablo Ángel           | Red Bulls de New York   | 3 B, 1 P, 1-1-2 |

B=Buts; P=Passes; CS=Clean sheets; Victoire-Nuls-Défaites dans le mois considéré; 

### Récompenses hebdomadaires

#### Joueurs de la semaine
| Semaine    | Joueur                     | Club                                 | Stats de la semaine |
| ---------- | -------------------------- | ------------------------------------ | ------------------- |
| Semaine 1  | Terry Cooke                | Rapids du Colorado                   | BV, 2 P             |
| Semaine 2  | David Beckham              | Galaxy de Los Angeles                | BV, 1 P             |
| Semaine 3  | Guillermo Barros Schelotto | Crew de Columbus                     | 1 B, 2 P            |
| Semaine 4  | Landon Donovan             | Galaxy de Los Angeles                | 2 B                 |
| Semaine 5  | Landon Donovan             | Galaxy de Los Angeles                | 3 B, 1 P            |
| Semaine 6  | David Beckham              | Galaxy de Los Angeles                | 2 B                 |
| Semaine 7  | Robbie Rogers              | Crew de Columbus                     | 2 B                 |
| Semaine 8  | Edson Buddle               | Galaxy de Los Angeles                | 3 B dont BV         |
| Semaine 9  | Cuauhtémoc Blanco          | Fire de Chicago                      | 1 B, 3 P dont PV    |
| Semaine 10 | Robbie Findley             | Real Salt Lake                       | 1 B, PV             |
| Semaine 11 | Brian Ching                | Dynamo de Houston                    | 2 B dont BV, 1 P    |
| Semaine 12 | Edson Buddle               | Galaxy de Los Angeles                | 3 B dont BV         |
| Semaine 13 | Landon Donovan             | Galaxy de Los Angeles                | 2 B                 |
| Semaine 14 | Steve Ralston              | Revolution de la Nouvelle-Angleterre | 2 B dont BV         |
| Semaine 15 | Adam Cristman              | Revolution de la Nouvelle-Angleterre | 2 B dont BV         |
| Semaine 16 | John Thorrington           | Fire de Chicago                      | BV                  |
| Semaine 17 | Guillermo Barros Schelotto | Crew de Columbus                     | 1 B, 2 P            |
| Semaine 18 | Kenny Cooper               | FC Dallas                            | 2 B dont BV, 1P     |
| Semaine 19 | Kenny Cooper               | FC Dallas                            | 2 B dont BV         |
| Semaine 20 | Juan Pablo Ángel           | Red Bulls de New York                | 2 B                 |
| Semaine 21 | Ronnie O'Brien             | Earthquakes de San José              | 2 B dont BV, 1P     |
| Semaine 22 | Guillermo Barros Schelotto | Crew de Columbus                     | 1 B, 2 P dont PV    |
| Semaine 23 | Fabian Espindola           | Real Salt Lake                       | 2 B dont BV         |
| Semaine 24 | Guillermo Barros Schelotto | Crew de Columbus                     | BV, 2 P             |
| Semaine 25 | Steve Ralston              | Revolution de la Nouvelle-Angleterre | 1 B, 2 P dont PV    |
| Semaine 26 | Landon Donovan             | Galaxy de Los Angeles                | 3 B, 1 P            |
| Semaine 27 | Conor Casey                | Rapids du Colorado                   | 3 B dont BV         |
| Semaine 28 | Brian Ching                | Dynamo de Houston                    | 2 B dont BV, 1 P    |
| Semaine 29 | Brian McBride              | Fire de Chicago                      | 2 B                 |
| Semaine 30 | Claudio López              | Wizards de Kansas City               | 1 B, 2 P dont PV    |
| Semaine 31 | Chris Rolfe                | Fire de Chicago                      | 3 B dont PV, 2 P    |

B=Buts; P=Passes; BV=But Vainqueur; PV= Passe Vainqueur

#### But de la semaine
| Semaine    | Buteur            | Club                                 |
| ---------- | ----------------- | ------------------------------------ |
| Semaine 1  | Sainey Nyassi     | Revolution de la Nouvelle-Angleterre |
| Semaine 2  | Geoff Cameron     | Dynamo de Houston                    |
| Semaine 3  | Sacha Kljestan    | Chivas USA                           |
| Semaine 4  | Landon Donovan    | Galaxy de Los Angeles                |
| Semaine 5  | Marcelo Gallardo  | D.C. United                          |
| Semaine 6  | Chris Rolfe       | Fire de Chicago                      |
| Semaine 7  | Cuauhtémoc Blanco | Fire de Chicago                      |
| Semaine 8  | Marcelo Gallardo  | D.C. United                          |
| Semaine 9  | Tam McManus       | Rapids du Colorado                   |
| Semaine 10 | Robbie Findley    | Real Salt Lake                       |
| Semaine 11 | Luciano Emilio    | D.C. United                          |
| Semaine 12 | Clyde Simms       | D.C. United                          |
| Semaine 13 | Gonzalo Martinez  | D.C. United                          |
| Semaine 14 | Luciano Emilio    | D.C. United                          |
| Semaine 15 | Ante Razov        | Chivas USA                           |
| Semaine 16 | Ante Razov        | Chivas USA                           |
| Semaine 17 | Juan Pablo Angel  | Red Bulls de New York                |
| Semaine 18 | Abe Thompson      | FC Dallas                            |
| Semaine 19 | Jaime Moreno      | D.C. United                          |
| Semaine 20 | Chad Barrett      | Toronto FC                           |
| Semaine 21 | Brian Carroll     | Crew de Columbus                     |
| Semaine 22 | Joe Vide          | D.C. United                          |
| Semaine 23 | Fabian Espindola  | Real Salt Lake                       |
| Semaine 24 | Santino Quaranta  | D.C. United                          |
| Semaine 25 | Davy Arnaud       | Wizards de Kansas City               |
| Semaine 26 | Robbie Rogers     | Crew de Columbus                     |
| Semaine 27 | Josh Wolff        | Wizards de Kansas City               |
| Semaine 28 | Andrew Williams   | Real Salt Lake                       |
| Semaine 29 | Brandon McDonald  | Galaxy de Los Angeles                |
| Semaine 30 | Danny Cepero      | Red Bulls de New York                |
| Semaine 31 | Brad Evans        | Crew de Columbus                     |

## Bilan
Par ailleurs, les Galaxy de Los Angeles sont invités à la seconde édition du Championnat pan-pacifique qui comprend les champions du Japon, de Corée du Sud et de Chine.
| Major League Soccer 2008                                         |                                      |
| Champion                                                         | Crew de Columbus (1er titre)         |
| Play-offs                                                        | Crew de Columbus                     |
| Play-offs                                                        | Dynamo de Houston                    |
| Play-offs                                                        | Fire de Chicago                      |
| Play-offs                                                        | Revolution de la Nouvelle-Angleterre |
| Play-offs                                                        | C.D. Chivas USA                      |
| Play-offs                                                        | Wizards de Kansas City               |
| Play-offs                                                        | Real Salt Lake                       |
| Play-offs                                                        | Red Bulls de New York                |
| Coupes et trophées                                               |                                      |
| Vainqueur de la Coupe des États-Unis 2008                        | D.C. United                          |
| Qualifications continentales                                     |                                      |
| Ligue des champions de la CONCACAF 2009-2010 (phase de groupes)  | Crew de Columbus                     |
| Ligue des champions de la CONCACAF 2009-2010 (phase de groupes)  | Dynamo de Houston                    |
| Ligue des champions de la CONCACAF 2009-2010 (tour préliminaire) | D.C. United                          |
| Ligue des champions de la CONCACAF 2009-2010 (tour préliminaire) | Red Bulls de New York                |
| SuperLiga 2009 (phase de groupe)                                 | Fire de Chicago                      |
| SuperLiga 2009 (phase de groupe)                                 | Revolution de la Nouvelle-Angleterre |
| SuperLiga 2009 (phase de groupe)                                 | CD Chivas USA                        |
| SuperLiga 2009 (phase de groupe)                                 | Wizards de Kansas City               |